# Arrondissement del dipartimento delle Côtes-d'Armor
Gli arrondissement del dipartimento delle Côtes-d'Armor, nella regione francese della Bretagna, sono quattro: Dinan (capoluogo Dinan), Guingamp (Guingamp), Lannion (Lannion) e Saint-Brieuc (Saint-Brieuc).

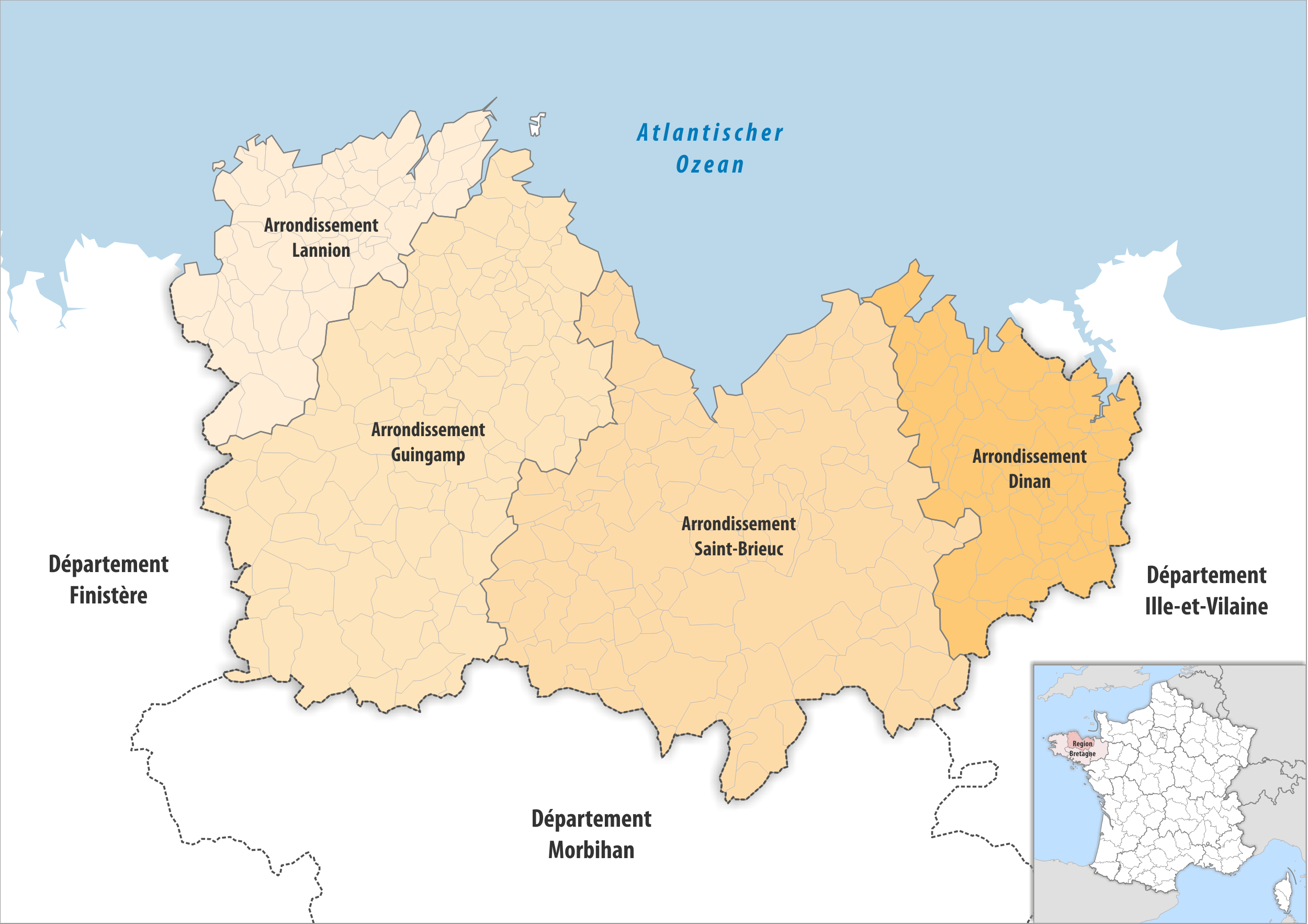
Gli arrondissement delle Côtes-d'Armor nel 2019

## Composizione
| Nome                             | Codice INSEE | N° di comuni | Superficie km2 | Popolazione | Densità (abitanti/km2) |
| -------------------------------- | ------------ | ------------ | -------------- | ----------- | ---------------------- |
| Arrondissement di Dinan          | 221          | 67           | 984,9          | 103 462     | 105                    |
| Arrondissement di Guingamp       | 222          | 111          | 2 292,3        | 125 127     | 55                     |
| Arrondissement di Lannion        | 223          | 57           | 904,4          | 99 520      | 110                    |
| Arrondissement di Saint-Brieuc   | 224          | 113          | 2 696,0        | 271 475     | 101                    |
| Dipartimento delle Côtes-d'Armor | 22           | 309          | 6 877,6        | 599 584     | 87                     |

## Storia
- 1790: istituzione del dipartimento delle Côtes-du-Nord con nove distretti: Broons, Dinan, Guingamp, Lamballe, Lannion, Loudéac, Pontrieux, Rostrenen e Saint-Brieuc.
- 1800: istituzione degli arrondissement di: Dinan, Guingamp, Lannion, Loudéac e Saint-Brieuc.
- 1926: l'arrondissement di Loudéac è soppresso.[6][7]
- 1990: il dipartimento cambia nome in Côtes-d'Armor.[8]
- 2015: la nuova articolazione territoriale riguardante i cantoni entra in vigore in occasione delle elezioni dipartimentali del marzo 2015. I cantoni sono così svincolati dai confini degli arrondissement.
- 2017: con decreto prefettizio, 59 comuni cambiano arrondissement per adattarsi alla nuova articolazione territoriale dei cantoni del 2015:
  - 25 comuni sono trasferiti dall'arrondissement di Dinan all'arrondissement di Saint-Brieuc;
  - 5 comuni sono trasferiti dall'arrondissement di Guingamp all'arrondissement di Saint-Brieuc;

Arrondissement e cantoni del dipartimento delle Côtes-d'Armor dal 1982 al 2015

  - 29 comuni sono trasferiti dall'arrondissement di Saint-Brieuc all'arrondissement di Guingamp.[9]

### Composizione degliarrondissementdal 1982 al 2015
Dal 1982 al 2015, gli arrondissement del dipartimento erano costituiti da:
- 21 cantoni per l'arrondissement di Saint-Brieuc;
- 12 cantoni per l'arrondissement di Dinan;
- 12 cantoni per l'arrondissement di Guingamp;
- 7 cantoni per l'arrondissement di Lannion.